# Team Gerolsteiner
A Gerolsteiner (UCI csapatkód: GST) egy német profi kerékpárcsapat volt 1998 és 2008 között.

## Története
1998-2001

A kölni székhelyű csapat 15 versenyzővel Dieter Koslar irányítása alatt vág neki az első szezonnak. A következő évben a csapatot teljesen megújítják, az irányítást Hans-Michael Holczer veszi át. A 16 fős csapat második szezonjában már 16 győzelmet ünnepelhet. 2000-ben a Gerolsteinernek két olimpiai aranyérmese van a pályakerékpárosok között: Olaf Pollack és Scott McGrory. Az évet a GS2-ranglista tizedik helyén zárják. A 2001-es évben az elért 12 győzelemnek is köszönhetően a Gerolsteiner egy kategóriával följebb lép és 2002-től GS1-es csapatként versenyezhet. Az immáron 18 fős csapat sportigazgatója Christian Henn.
2002-2006

A csapat 22 fővel kezdi meg a 2002-es szezont és Davide Rebellin személyében igazi nagy sztárral erősít. Ebben az évben vesznek részt első alkalommal a Giro d’Italián, ahol Georg Totschnig az összetettben a 7. helyen végez. 33 győzelem és a legjobbak közé való feljutással járó garancia a Tour de France-on való részvételre a szezon mérlege. Így 2003-ban vesznek részt először a Touron, a különböző versenyeken 27 győzelmet aratnak és a világranglista 6. helyén végeznek. A szezon kiemelkedő eredményei Totschnig 5. helye a Giron és 12. helye a Touron. 2004 a csapat addigi legsikeresebb éve: Davide Rebellin elsőként tud győzni mindhárom nehéz tavaszi versenyen (Amstel Gold Race, La Flèche Wallonne, Liège–Bastogne–Liège), ráadásul a világkupában is átveszi a vezetést. Fabian Wegmann első németként megnyeri a Giro hegyi pontversenyét. A csapat a Touron is sikeres, 14 szakaszon végeznek a legjobbak között, Totschnig pedig 7. az összetettben. Az első ProTour-évben, 2005-ben Totschnig szakaszt nyer a Touron, Levi Leipheimer megnyeri a német körversenyt és Heinrich Haussler egyetlen németként képes a Vueltán szakaszt nyerni. A szezon mérlege: 6. hely a ProTour csapatok között, egyéniben két versenyző az első tízben (Rebellin 3., Leipheimer 7.).
2006-2008

A csapat egyre sikeresebb, egyre több élvonalbeli versenyzőt tudnak leigazolni, ami az elért sikerekben is megmutatkozik. 2006-ban már 41 győzelmet aratnak, ebből kilencet az újonc Stefan Schumacher. A sikerekből 14 versenyző veszi ki a részét, a csapat több mint fele. 2007-ben jelentős fiatalítással kezdi meg a szezont a Gerolsteiner. A 26 fős csapat 18 alkalommal tud győzni, Stefan Schumacher nyeri az Amstel Gold Race-t, Rebellin a Flêche Wallone-t, Fabian Wegmann pedig a német bajnokságot az országúti versenyben. A stuttgarti VB-n Schumacher bronzérmes a mezőnyversenyben, Rebellin pedig a ProTour egyéni rangsorának második helyén végez. A szép sikereket beárnyékolja, hogy a Touron kirobbant botrányok miatt a fő támogató Gerolsteiner jelzi, a többi német szponzorhoz hasonlóan átgondolja a szerződés meghosszabbítását. Szeptemberben elején az ásványvízforgalmazó cég szóvivője bejelenti, hogy "a 2008 végén lejáró szerződést még kitöltjük, de nem kívánjuk meghosszabbítani. A döntés oka tisztán üzleti. A fogyasztók érdeklődése a termékpaletta bővülése miatt megváltozott, ezzel együtt a marketingstratégiánk is. A kerékpársport sajnos már csak alárendelt szerepet játszik a fogyasztóink megnyerésében. A doppingügyek a mérlegelésünkben nem játszottak döntő szerepet." Ezt követően a csapat még bizakodva vág neki a 2008-as szezonnak, amelyben nagyon szép sikereket könyvelhetnek el: Rebellin győz a Párizs-Nizza versenyen, Schumacher megnyeri a Tour mindkét időfutamát, Berhard Kohl összetettben a második helyen végez és megnyeri a hegyi trikót. A csapatfőnök Hans-Michael Holczernek ezzel együtt sem sikerül új támogatót találnia, így a német körverseny előtt 11 év és 240 győzelem után bejelentik a csapat megszűnését.

## 2008-as keret
| Név                 | Születési dátum      | Nemzetiség  |
| ------------------- | -------------------- | ----------- |
| Francesco De Bonis  | 1982. április 14.    | Olaszország |
| Robert Förster      | 1978. január 27.     | Németország |
| Markus Fothen       | 1981. szeptember 9.  | Németország |
| Thomas Fothen       | 1983. április 6.     | Németország |
| Mathias Frank       | 1986. december 9.    | Svájc       |
| Johannes Fröhlinger | 1985. június 9.      | Németország |
| Oscar Gatto         | 1985. január 1.      | Olaszország |
| Heinrich Haussler   | 1984. február 25.    | Németország |
| Tim Klinger         | 1984. szeptember 22. | Németország |
| Bernhard Kohl       | 1982. január 4.      | Ausztria    |
| Sven Krauß          | 1983. január 6.      | Németország |
| Sebastian Lang      | 1979. szeptember 15. | Németország |
| Andrea Moletta      | 1979. február 23.    | Olaszország |
| Volker Ordowski     | 1973. november 9.    | Németország |
| Davide Rebellin     | 1971. augusztus 9.   | Olaszország |
| Matthias Ruß        | 1983. november 14.   | Németország |
| Ronny Scholz        | 1978. április 24.    | Németország |
| Stephan Schreck     | 1978. július 15.     | Németország |
| Stefan Schumacher   | 1981. július 21.     | Németország |
| Tom Stamsnijder     | 1985. május 15.      | Hollandia   |
| Fabian Wegmann      | 1980. június 20.     | Németország |
| Carlo Westphal      | 1985. november 25.   | Németország |
| Peter Wrolich       | 1974. május 30.      | Ausztria    |
| Oliver Zaugg        | 1981. május 9.       | Svájc       |
| Markus Zberg        | 1974. június 27.     | Svájc       |